# Мустафа Хазнадар
Мустафа Хазнадар (араб. مصطفى خزندار‎; 3 августа 1817, Кардамила — 26 июля 1878, Тунис), при рождении Георгиос Халкиас Стравелакис (греч. Γεώργιος Χαλκιάς Στραβελάκης) — тунисский политик, который занимал пост Премьер-министра Бейлика Туниса с 1855 по 1873 год. Он был одним из самых влиятельных людей в современной истории Туниса.

## Ранний период жизни
Мустафа Хазнадар родился в 1817 году в деревне Кардамила на греческом острове Хиос, его имя при рождении Георгиос Халкиас Стравелакис. В январе 1822 года повстанцы с соседних островов Самос прибыли на Хиос и объявили о своей независимости от Османской империи. Вскоре османский султан отправил армию численностью около 40 000 человек на остров Хиос, где было убито около 52 000 греческих жителей, а десятки тысяч женщин и детей были угнаны в рабство. Во время резни на Хиосе отец Георгиоса, моряк Стефанис Халкиас Стравелакис, был убит, а Георгиос вместе со своим братом Яннисом были схвачены и проданы в рабство османами. Затем его доставили в Смирну, а затем в Константинополь, где он был продан в рабство посланнику династии Хусейнидов.

## Обращение в ислам и политическая карьера
Молодого Георгиоса забрала семья Мустафы ибн Махмуда, он принял ислам, и ему было дано имя Мустафа. Позже он был передан его сыну Ахмаду I ибн Мустафе, когда тот был ещё наследным принцем. Молодой Мустафа теперь сначала работал личным казначеем принца, а затем стал государственным казначеем Ахмада (Хазнадар). Он сумел подняться на самые высокие должности в тунисском государстве, женился на принцессе Лалле Кальсум в 1839 году и был повышен до генерал-лейтенанта армии, в 1840 году он стал беем, а с 1862 по 1878 год был спикером Большого совета.
В 1864 году Мустафа Хазнадар, тогдашний Премьер-министр, во время попыток повысить налогообложение тунисских крестьян для удовлетворения требований Османской империи столкнулся с восстанием, известным как восстание Меджбы, которое почти свергло режим. Однако правительство быстро отреагировало и в конечном итоге подавило восстание. 
Мустафа Хазнадар сохранил память о своем греческом происхождении, и когда ему удалось найти родственников, он связался со своей оставшейся семьей и помог оплатить образование своих двух греческих племянников. Хазнадар умер в 1878 году и похоронен в мавзолее Турбет эль-Бей, в самом центре столичного квартала Медина Туниса.

## Галерея

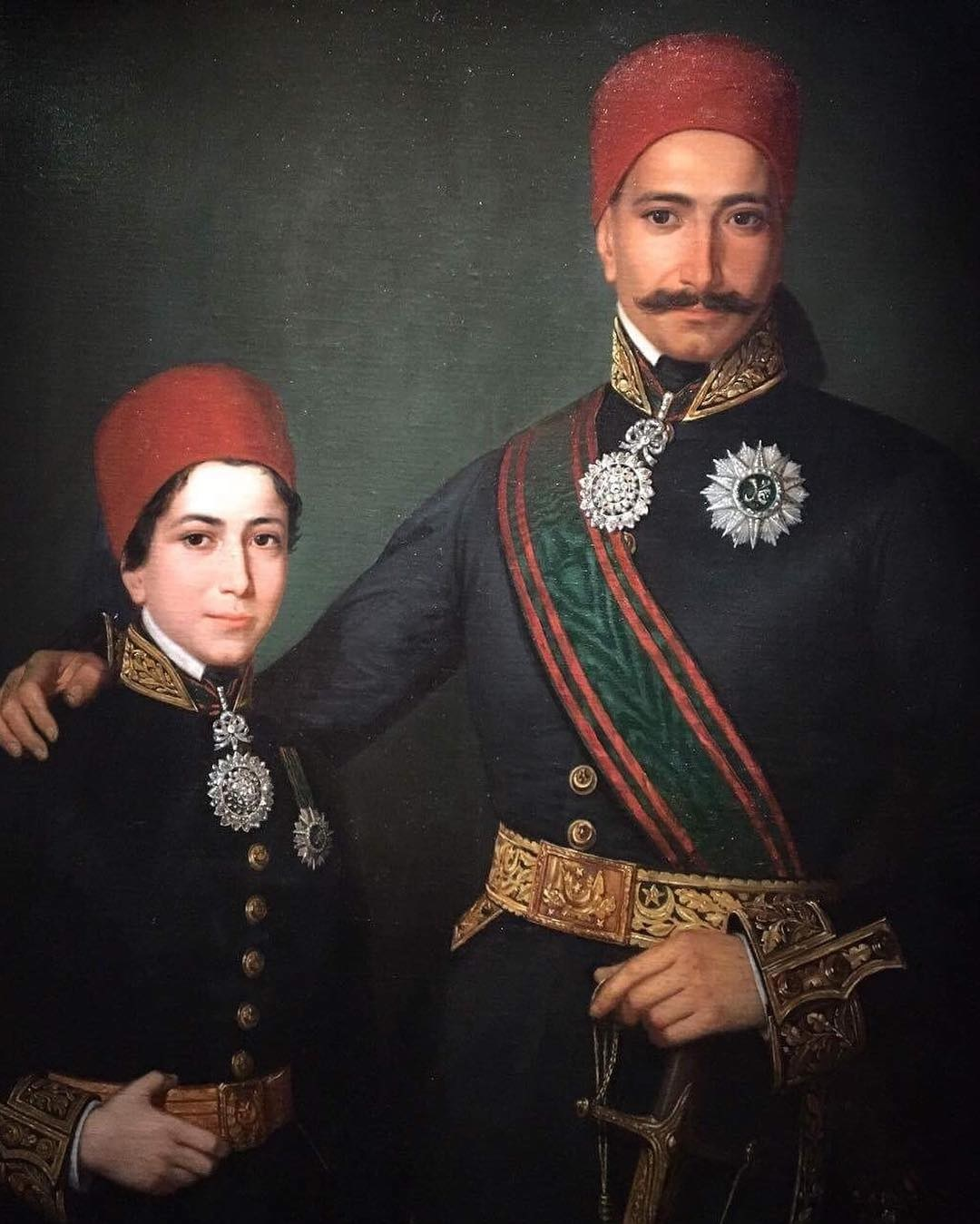
Картина Мустафы Хазнадара и его сына Мухаммада Хазнадара.
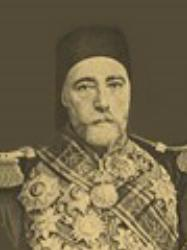
Хазнадар во время своей карьеры на посту премьер-министра.
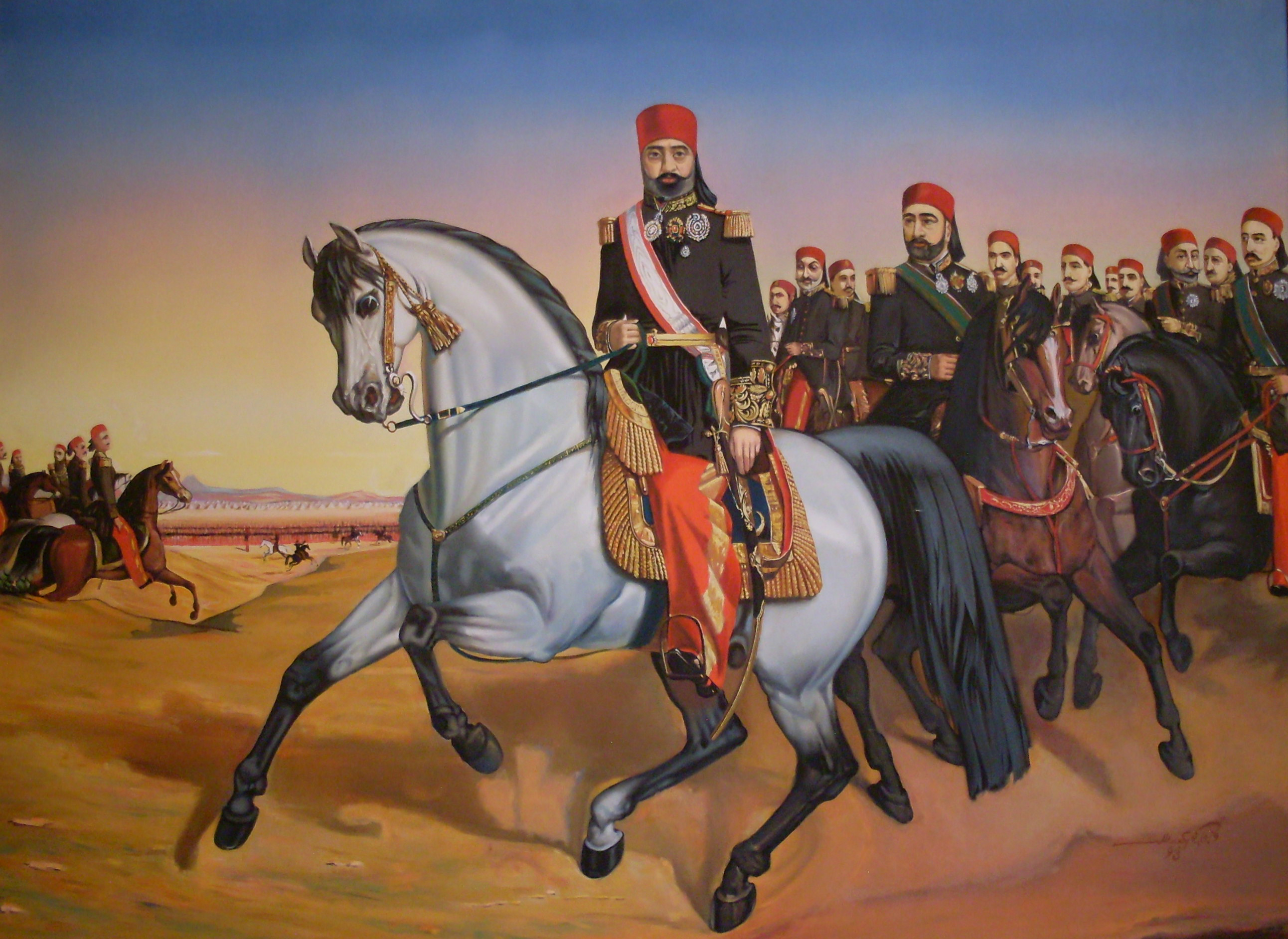
Конный портрет Мухаммеда III, Хазнадар находится сразу за ним.
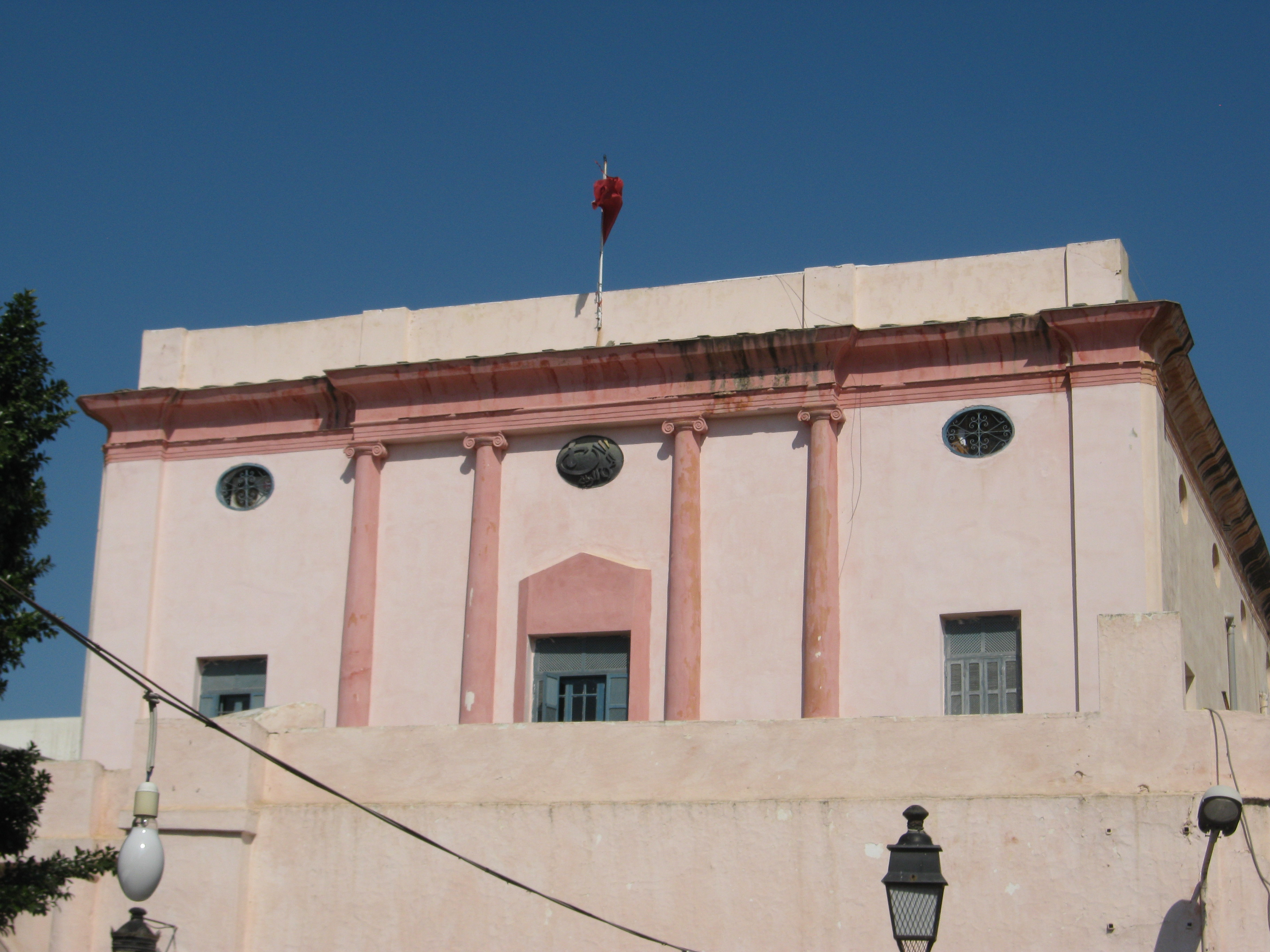
Дворец Хазнадар, который он построил для себя.
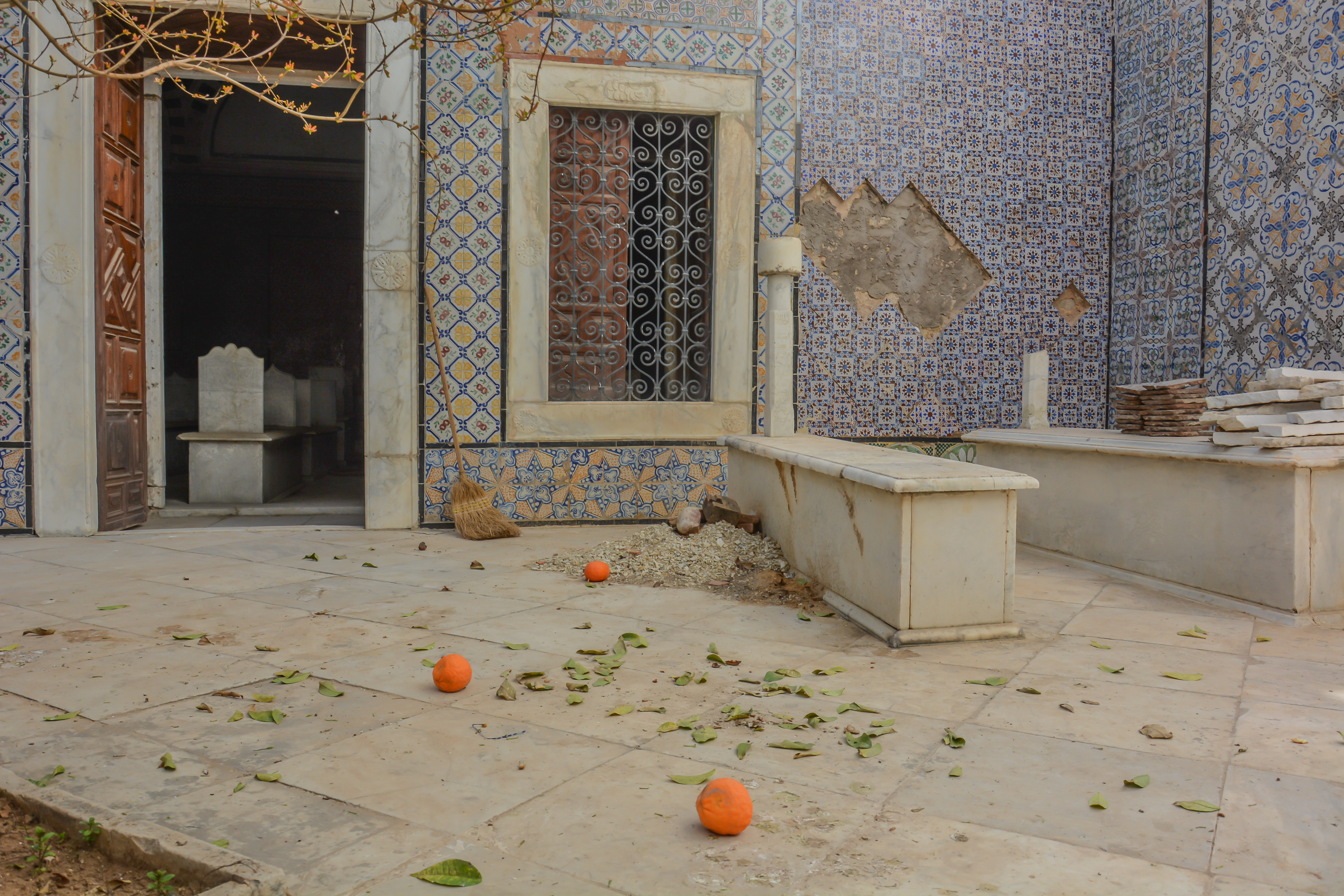
Могила Хазнадара в Турбет-эль-Бей, рядом с его женой Лаллой Калсум.

## Упоминания в культуре
- 2018: Тедж Эль Хадра, телесериал Сами Фери: Ахмед Ландолси[17].

## Награды
- Офицер ордена Крови (Ничан ад-Дам) Туниса (1856)
- Кавалер ордена Славы (Нишан-Ифтикар) Туниса